# Juan Villoro
Compléments
Colegio Nacional
Juan Villoro Ruiz, né le 24 septembre 1956  à Mexico, est un écrivain, journaliste et traducteur mexicain.

## Œuvres

### Romans
- El disparo de argón, 1991

- traduit en français sous le titre Le Maître du miroir par Claude Fell, Paris, Éditions Denoël, coll. « Denoël & d'ailleurs », 2001, 324 p.  (ISBN 2-207-24979-4)
- Materia dispuesta, 1997
- El testigo, 2004

- Prix Herralde 2004
- Llamadas de Ámsterdam, 2007
- Arrecife, 2012

- traduit en français sous le titre Récif par Isabelle Gugnon et Juliette Barbara, Paris, Éditions Buchet/Chastel, 2013, 281 p.  (ISBN 978-2-283-02663-2)
- Apocalipsis (todo incluido), 2014
- Conferencia sobre la lluvia, 2015

- traduit en français sous le titre Conférence sur la pluie par Jacques Aubergy, Marseille, France, Éditions L’atinoir, 2015, 71 p.  (ISBN 978-2-918112-45-7)

### Nouvelles
- La noche navegable, 1980
- Albercas, 1985
- La alcoba dormida, 1992
- La casa pierde, 1999

- prix Xavier-Villaurrutia 1999
- traduit en français sous le titre Les jeux sont faits par Martine Breuer, Albi, France, Éditions Passage du Nord-Ouest, 2004, 331 p.  (ISBN 2-914834-10-1)
- Los culpables, 2007

- traduit en français sous le titre Mariachi par Juliette Ponce, Paris, Éditions Denoël, coll. « Denoël & d'ailleurs », 2009, 154 p.  (ISBN 978-2-207-26096-8)
- Forward: Kioto, 2010
- El libro salvaje, 2013

- traduit en français sous le titre Le Livre sauvage par Isabelle Gugnon, Paris, Éditions Bayard Jeunesse, coll. « Estampille », 2011, 387 p.  (ISBN 978-2-7470-3159-2)

### Divers
- Palmeras de la brisa rápida: un viaje a Yucatán, 1989.
- Efectos personales, 2001

- prix Mazatlán de Literatura, 2001

## Prix et distinctions
- 1994 : (international) « Honour List »[2] de l' IBBY pour El profesor Ziper y la fabulosa guitarra eléctrica
- 1999 : prix Xavier-Villaurrutia pour La casa pierde
- 2001 : Prix Mazatlán de Literatura pour Efectos personales
- 2004 : Prix Herralde pour El testigo